# OK Computer OKNOTOK 1997 2017
OK Computer OKNOTOK 1997 2017 é uma reedição do terceiro álbum, OK Computer de 1997 da banda de rock inglesa Radiohead. Foi lançado em junho de 2017 para comemorar os 20 anos de aniversário do álbum, após a aquisição do catálogo anterior do Radiohead pela XL Recordings da EMI em 2016.
OKNOTOK inclui versões das músicas remasterizadas de OK Computer e seus lados B, além de três músicas inéditas: "I Promise", "Man of War" e "Lift". A edição especial inclui um livro de artwork, notas e uma fita cassete com demos e gravações de sessões, e inclusive há músicas que foram lançados depois do Ok Computer. Diferentes das reedições anteriores que foram lançadas pela EMI sem o envolvimento do Radiohead e não continham nenhum material novo, a banda fez a curadoria do material do OKNOTOK.
O Radiohead promoveu o OKNOTOK com uma campanha teaser de pôsteres e vídeos e foi lançados três videoclipes para as novas músicas, e "I Promise" e "Man of War" foram lançadas como singles. OKNOTOK estreou em segundo lugar no UK Albums Chart e foi o álbum mais vendido nas lojas de discos independentes do Reino Unido por um ano. Nos Estados Unidos alcançou a posição 23° no Billboard 200. Foi aclamado, principalmente pelo seu material bônus.

## Conteúdo
OKNOTOK 1997 2017 foi a primeira compilação com envolvimento do Radiohead, lançada depois que seu catálogo foi transferido da EMI para a XL Recordings em 2016. As compilações anteriores não foram remasterizadas, não continham material novo e foram lançadas sem o envolvimento do Radiohead.
OKNOTOK inclui versões remasterizadas das músicas do álbum OK Computer de 1997 do Radiohead e seus oito lados B, além de três faixas inéditas: "I Promise", com violão dedilhado, bateria tipo banda marcial, e Mellotron; "Man of War", uma balada com cordas, piano e guitarra elétrica; e "Lift", uma balada tipo Britpop.
A edição especial inclui o álbum em vinil, um livro de arte de capa dura, um livro de notas escrito pelo compositor, Thom Yorke, e um caderno de esboços de arte preparatória de Yorke e do artista da capa, Stanley Donwood. Inclui também uma fita cassete contendo experimentos de áudio, gravações de sessão, demos (incluindo demos de duas músicas inéditas) e versões iniciais de quatro músicas lançadas em álbuns posteriores: "The National Anthem", "Motion Picture Soundtrack", "Nude" e "True Love Waits".
A faixa final da fita, o "OK Computer Program", contém tons de computador. Quando executados em um computador ZX Spectrum, os tons carregam um pequeno programa de computador. O programa lista os membros da banda e a data 19 de dezembro de 1996, toca vários minutos de tons eletrônicos e exibe o texto: "Parabéns... você encontrou a mensagem secreta syd lives hmmmm. Deveríamos sair mais". OKNOTOK é dedicado a Rachel Owen, a ex-esposa de Yorke, que faleceu de câncer de meses antes do lançamento.

## Promoção e lançamento
A banda anunciou o OKNOTOK em 2 de maio de 2017. Foi promovido com cartazes em cidades ao redor do mundo com mensagens enigmáticas e um vídeo teaser com gráficos de computador apresentando falhas e a letra de "Climbing Up the Walls". O Radiohead restaurou temporariamente seu site ao estado de 1997.
As edições para download e CD do OKNOTOK foram lançadas em 23 de junho de 2017, e a edição especial foi lançada em julho. O Radiohead lançou "I Promise" em 2 de junho e "Man of War" em 22 de junho como downloads para aqueles que compraram antecipamente o OKNOTOK, junto a compra veio acompanhados de videoclipes. Um vídeo para "Lift" foi lançado em 12 de setembro.
Em 11 de julho, o Radiohead lançou um vídeo de "unboxing " com uma prévia do conteúdo da edição especial. O vídeo apresenta Chieftain Mews, um personagem criado pela banda que aparece em webcasts e material promocional. Em dezembro de 2019, o Radiohead carregou todos os seus álbuns, incluindo OKNOTOK, no YouTube. Em janeiro de 2020, eles adicionaram a fita cassete da edição especial OKNOTOK ao seu site como parte do "Radiohead Public Library", um arquivo online do trabalho da banda.

## Vendas
OKNOTOK estreou em segundo lugar no UK Albums Chart, impulsionado pela terceira apresentação principal da banda no Festival de Glastonbury. Foi o álbum mais vendido nas lojas de discos independentes do Reino Unido entre abril de 2017 a 2018. Nos Estados Unidos, vendeu 13 mil cópias na primeira semana, alcançando a posição 36° no Billboard 200. Após o lançamento das edições em vinil e caixa, OKNOTOK voltou a entrar na parada na posição 23°, vendendo outras 17 mil cópias (incluindo 8 mil em vinil e 7 mil em CD). Em 19 de outubro de 2018, foi certificado ouro pelo BPI por vendas superiores a 100 mil unidades.

## Recepção
| Críticas profissionais | Críticas profissionais |
| Pontuações agregadas   | Pontuações agregadas   |
| Fonte                  | Avaliação              |
| ---------------------- | ---------------------- |
| Metacritic             | 100/100                |
| Avaliações da crítica  |                        |
| Fonte                  | Avaliação              |
| Consequence of Sound   | A+                     |
| Drowned in Sound       | 10/10                  |
| The Guardian           | [ 30 ]                 |
| Mojo                   | [ 31 ]                 |
| The Observer           | [ 32 ]                 |
| Pitchfork              | 10/10                  |
| Q                      | 10/10                  |
| Rolling Stone          | [ 34 ]                 |
| Sputnikmusic           | 3.6/5                  |
| Uncut                  | [ 36 ]                 |

No site agregador de análises, o Metacritic, OKNOTOK tem uma pontuação de 100 pontos com base em 15 análises, indicando com a "aclamação universal". Os elogios se concentraram no material inédito. O Observer escreveu que a reedição, com suas "excelentes" músicas inéditas, provou que o Radiohead era "a maior banda de rock do mundo, ultrapassando os limites do que eles, ou qualquer outra pessoa, poderiam alcançar". A Pitchfork escreveu que a melhor característica foi "ouvir como o material perdido informa o álbum original". O PopMatters selecionou "Man of War" como a melhor das novas faixas. Alguns críticos sentiram que "Lift" não tinha energia em comparação com os bootlegs ao vivo da época.
O crítico Jamie Atkins do Record Collector, elogiou a edição especial, particularmente sua versão de "Motion Picture Soundtrack", escrevendo: "Para esses ouvidos, é uma das performances da carreira de Thom Yorke. Ele começa a soar completamente ferido até que - como se estivesse se deleitando com os lugares que sua voz é capaz de levar a música - acaba se tornando algo bastante desafiador."
Todas as faixas foram escritas pelo Thom Yorke, Jonny Greenwood, Philip Selway, Ed O'Brien e Colin Greenwood.

## Lista de faixas
| N.º            | Título                        | Duração |  |
| 1.             | "Airbag"                      | 4:44    |  |
| 2.             | "Paranoid Android"            | 6:23    |  |
| 3.             | "Subterranean Homesick Alien" | 4:27    |  |
| 4.             | "Exit Music (For a Film)"     | 4:24    |  |
| 5.             | "Let Down"                    | 4:59    |  |
| 6.             | "Karma Police"                | 4:21    |  |
| 7.             | "Fitter Happier"              | 1:57    |  |
| 8.             | "Electioneering"              | 3:50    |  |
| 9.             | "Climbing Up the Walls"       | 4:45    |  |
| 10.            | "No Surprises"                | 3:48    |  |
| 11.            | "Lucky"                       | 4:19    |  |
| 12.            | "The Tourist"                 | 5:24    |  |
| Duração total: | Duração total:                | 53:21   |  |

Disco Bônus
| N.º            | Título                       | Origin                       | Duração |  |
| 1.             | "I Promise"                  | Faixa inédita                | 3:59    |  |
| 2.             | "Man of War"                 | Faixa inédita                | 4:29    |  |
| 3.             | "Lift"                       | Faixa inédita                | 4:06    |  |
| 4.             | "Lull"                       | Single do "Karma Police"     | 2:25    |  |
| 5.             | "Meeting in the Aisle"       | Single do "Karma Police"     | 3:07    |  |
| 6.             | "Melatonin"                  | Single do "Paranoid Android" | 2:08    |  |
| 7.             | "A Reminder"                 | Single do "Paranoid Android" | 3:52    |  |
| 8.             | "Polyethylene (Parts 1 & 2)" | Single do "Paranoid Android" | 4:22    |  |
| 9.             | "Pearly*"                    | Single do "Paranoid Android" | 3:38    |  |
| 10.            | "Palo Alto"                  | Single do "No Surprises"     | 3:51    |  |
| 11.            | "How I Made My Millions"     | Single do "No Surprises"     | 3:07    |  |
| Duração total: | Duração total:               | Duração total:               | 38:18   |  |

Edição especial em cassete – Lado A
| N.º            | Título                                                                   | Duração |  |
| 1.             | "Zx Spectrum Symphony"                                                   | 1:18    |  |
| 2.             | "A.M.S. Hello"                                                           | 0:19    |  |
| 3.             | "True Love Tape Loop"                                                    | 4:59    |  |
| 4.             | "Let Down" (Thom 4track)                                                 | 2:59    |  |
| 5.             | "I May be Paranoid but Not an Android.."                                 | 0:16    |  |
| 6.             | "Attention" (Thom 4track)                                                | 2:42    |  |
| 7.             | "Noise Sketch by Nigel"                                                  | 1:15    |  |
| 8.             | "Climbing Up the Walls" (Abbey Road Strings)                             | 1:15    |  |
| 9.             | "Someone Help This Guy.."                                                | 0:30    |  |
| 10.            | "Motion Picture Soundtrack" (Solo Piano)                                 | 5:13    |  |
| 11.            | "Was That Recording?"                                                    | 0:15    |  |
| 12.            | "The Jumbled Words of Climbing Up the Walls Read by Little Dan Clements" | 1:21    |  |
| 13.            | "Lull" (Ed Guitar Infinite Reverb)                                       | 1:31    |  |
| 14.            | "Airbag Drums Through Moog"                                              | 1:07    |  |
| 15.            | "Karma Police in Space Echo"                                             | 1:56    |  |
| 16.            | "Karma Police Voice Through Telephone" (Talking)                         | 0:34    |  |
| 17.            | "Piano Sketch by Jonny"                                                  | 0:40    |  |
| 18.            | "Big Bird Story by Stanley Donwood"                                      | 2:04    |  |
| 19.            | "No Surprises" (First Idea From a Soundcheck Somewhere)                  | 2:58    |  |
| 20.            | "Radio Chaser Noise"                                                     | 0:24    |  |
| 21.            | "Fridre Buzz"                                                            | 0:11    |  |
| 22.            | "True Love Space Loop" (Talking)                                         | 1:29    |  |
| 23.            | "Are You Someone?"                                                       | 3:35    |  |
| Duração total: | Duração total:                                                           | 38:50   |  |

Edição especial em cassete – Lado B
| N.º            | Título                                                    | Duração |  |
| 1.             | "Nigel A.M.S Delay"                                       | 0:54    |  |
| 2.             | "Jonny's Radio from Climbing Up the Walls"                | 1:15    |  |
| 3.             | "Climbing Up the Walls" (Thom 4track)                     | 3:58    |  |
| 4.             | "A Piano Lies Down in the Middle of the Road"             | 2:36    |  |
| 5.             | "Transposing Noise Sketch by Nigel"                       | 2:07    |  |
| 6.             | "Early Paranoid Android Version Jonny & Thom"             | 1:22    |  |
| 7.             | "Alternative Paranoid Android Ending" (Live in Pittsburg) | 2:21    |  |
| 8.             | "Airbag Early Acoustic Version" (Talking)                 | 4:38    |  |
| 9.             | "Paranoid Android Loud Room at St Catherine's"            | 0:56    |  |
| 10.            | "Nigel A.M.S. Paranoid Guitar Sample"                     | 1:44    |  |
| 11.            | "Nude Early Band Version"                                 | 5:31    |  |
| 12.            | "The National Anthem" (Thom 4track)                       | 3:19    |  |
| 13.            | "Ambient Loops"                                           | 0:45    |  |
| 14.            | "Man of War" (Live in Montpellier)                        | 4:28    |  |
| 15.            | "Nigel A.M.S. Again"                                      | 0:37    |  |
| 16.            | "Thom's Acoustic as Microphone in Climbing Up the Walls"  | 2:23    |  |
| 17.            | "Ok Computer Program"                                     | 1:57    |  |
| Duração total: | Duração total:                                            | 40:52   |  |

## Produção
- Nigel Godrich – Produtor
- Radiohead – Escreveu, compôs e conduzir o álbum
  - Thom Yorke
  - Jonny Greenwood
  - Philip Selway
  - Ed O'Brien
  - Colin Greenwood
- Nick Ingman – Conduziu
- Gerard Navarro – Assistência de estúdio
- Jon Bailey – Assistência de estúdio
- Chris Scard – Assistência de estúdio
- Royal Philharmonic Orchestra – Conduziu o "Man of War"
  - Robert Ziegler – Condutor
  - Sam Petts Davis – Engenharia
  - Fiona Cruickshank – Engenharia
- Bob Ludwig – Remasterização
- Stanley Donwood – Trabalho de Artwork
- The White Chocolate Farm – Trabalho de Artwork